# Seyed Ali Mousavi Noor

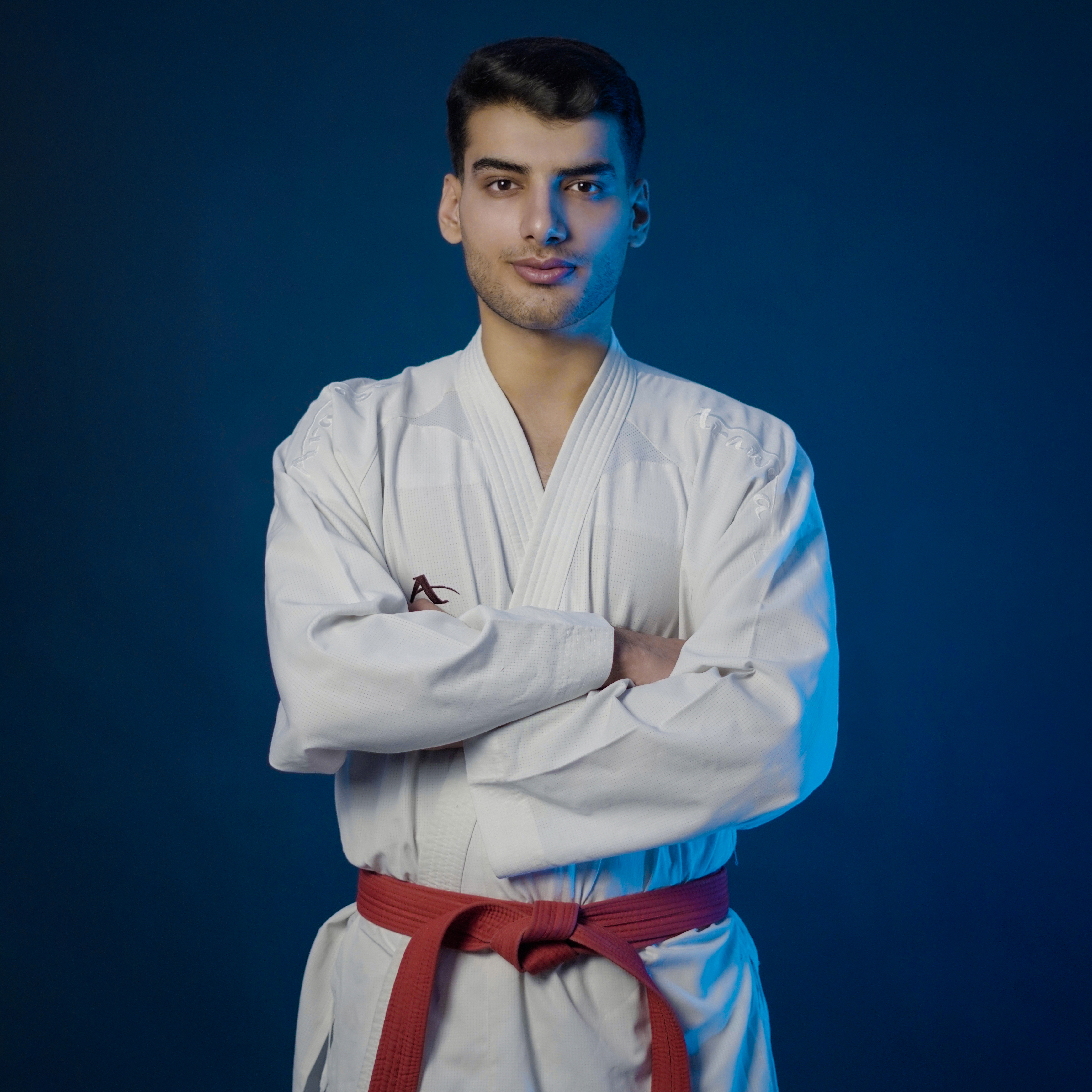
Seyed Ali Mousavi Noor

Seyed Ali Mousavi Noor (persisch سید علی موسوی نور, geboren am 7. März 2006 in Ramhormoz) ist ein iranischer Karate-Athlet, der die Goldmedaille bei der asiatischen Karate-Meisterschaft 2021 gewann. Mousavi ist Mitglied der iranischen Herren-Karate-Nationalmannschaft in verschiedenen Kategorien. Seine erste offizielle Medaille gewann er 2021. Mousavi stammt ursprünglich aus der Stadt Ramhormoz.

## Karriere

### Frühe Lebensjahre
Er begann im Alter von 12 Jahren mit dem Karatesport und nachdem er verschiedene Meisterschaften in Breitenfußball-Altersgruppen gewonnen hatte, wurde er 2017 Mitglied der Nationalmannschaft und ist derzeit der nationale Meister der Karatemannschaft der Islamischen Republik Iran.
2017 begann er im Abadis Club unter der Aufsicht von Trainer Ramhormzi mit dem Karate und gewann 2022 seine erste offizielle Medaille bei der Nationalmannschaftsmeisterschaft in der Provinz Zandjan. Er gewann die Goldmedaille bei der Karate-Asienmeisterschaft 2021 in Almaty. Im Ranking der World Karate Federation belegt er mit einem Gewicht von 70 kg den 3. Platz.

### Asienmeisterschaft 2021
In der zweiten Runde besiegte er Hasan al-Majadi aus Kuwait mit 4:1 und zog ins Finale ein. Dort besiegte er Mousavi Noor Abdullah Al-Qahtani aus Saudi-Arabien mit 0:0 (5:0 in Hanti) und gewann die Goldmedaille dieses Wettbewerbs.